# 莊和王后

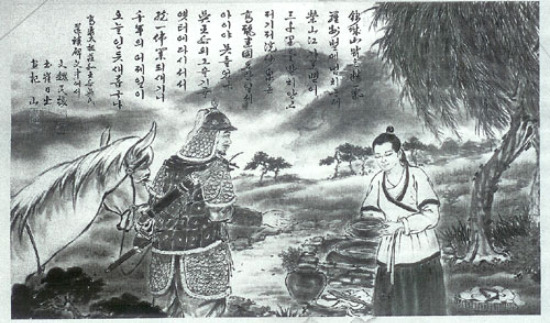
高麗太祖和吳氏

莊和王后（生卒年不详），吳氏，是高麗太祖的第二王后，本貫羅州吳氏，生于全羅南道的羅州，為吳多憐之女，谥号莊和王后。其子王武是高麗王朝的第二代王惠宗。

## 家族
- 祖父：吳富敦
- 父：吳多憐
- 母：連德交
- 兄弟：吳相、吳桓、吳檢
  - 夫：高麗太祖
    - 子：高麗惠宗
      - 孫：
      - 孫女：高麗定宗的後妃
- 外公：連位